# 秦野盆地

秦野盆地の位置

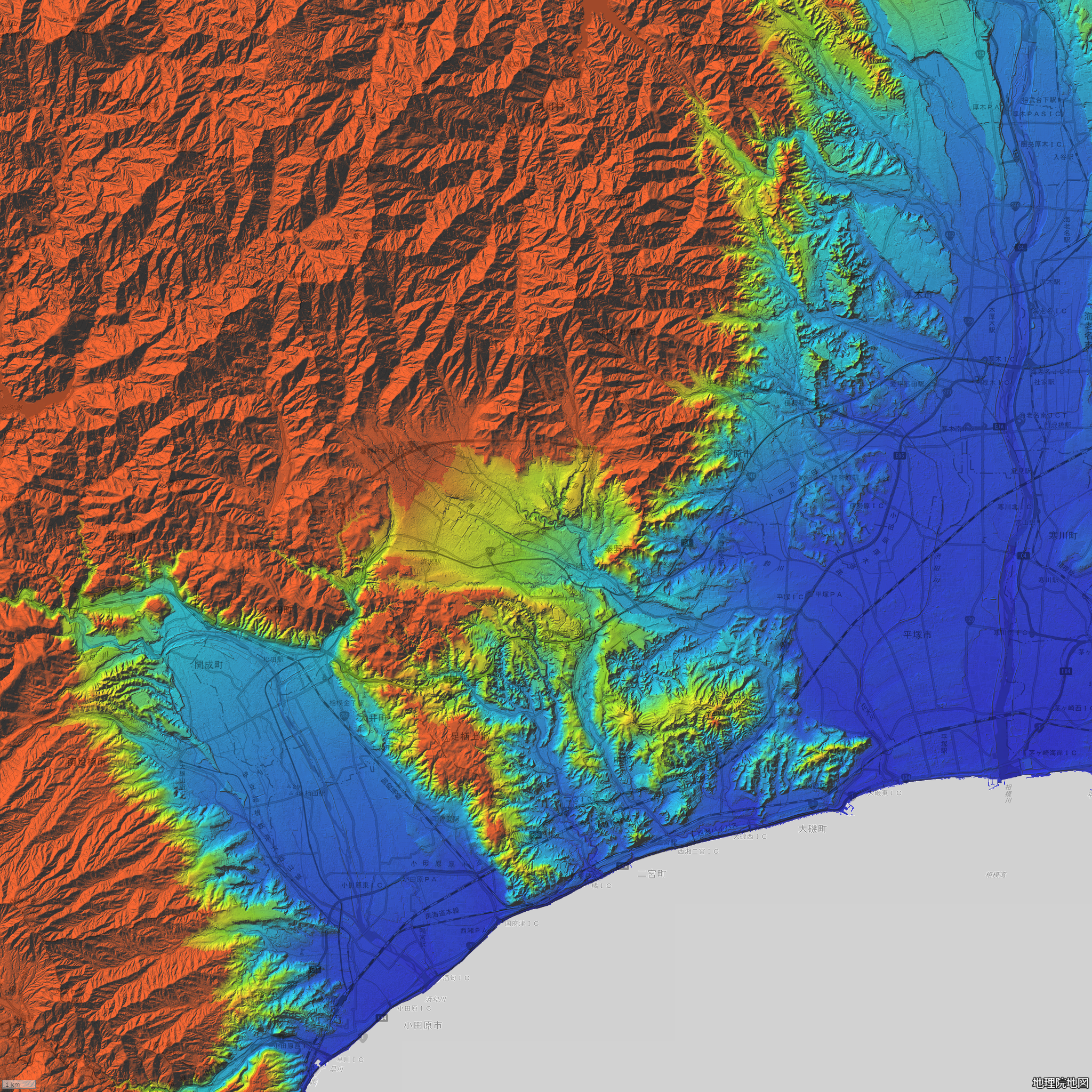
秦野盆地とその周辺の標高図(赤200m-青0m)地理院地図にて作成

秦野盆地（はだのぼんち）は、神奈川県西部の盆地。丹沢山地（丹沢山塊）に南隣し、秦野市の市域の中心部を形成する断層角盆地である。

## 地理
北方の丹沢山地と南方の渋沢丘陵の間、中央に位置する東西約6.5km、南北約4kmの断層盆地で、神奈川県で唯一の典型的な盆地である。盆地底は水無川など4河川の複合扇状地で構成される。
盆地の東西を横切る形で東名高速道路、新東名高速道路、国道246号、小田急小田原線が走っている。
明治期以来、市場距離の影響の少ない葉たばこ生産と、それを基幹とする陸稲、落花生、麦、ソバなどとの輪作型が発達していた。しかし、1956年（昭和31年）の工場誘致条例の制定や、1961年（昭和36年）の曽屋原工業団地と平沢・堀山下工業団地の完成によって、農業労働力の吸収や農耕地の縮小が進んだ。葉たばこは全国三大銘葉のひとつに数えられたが、1984年に葉たばこ生産は終了した。
1960年（昭和35年）以後、農畜産業は農業経営の集約化を図った畜産、果樹、野菜、施設園芸が主となった。

## 秦野盆地湧水群

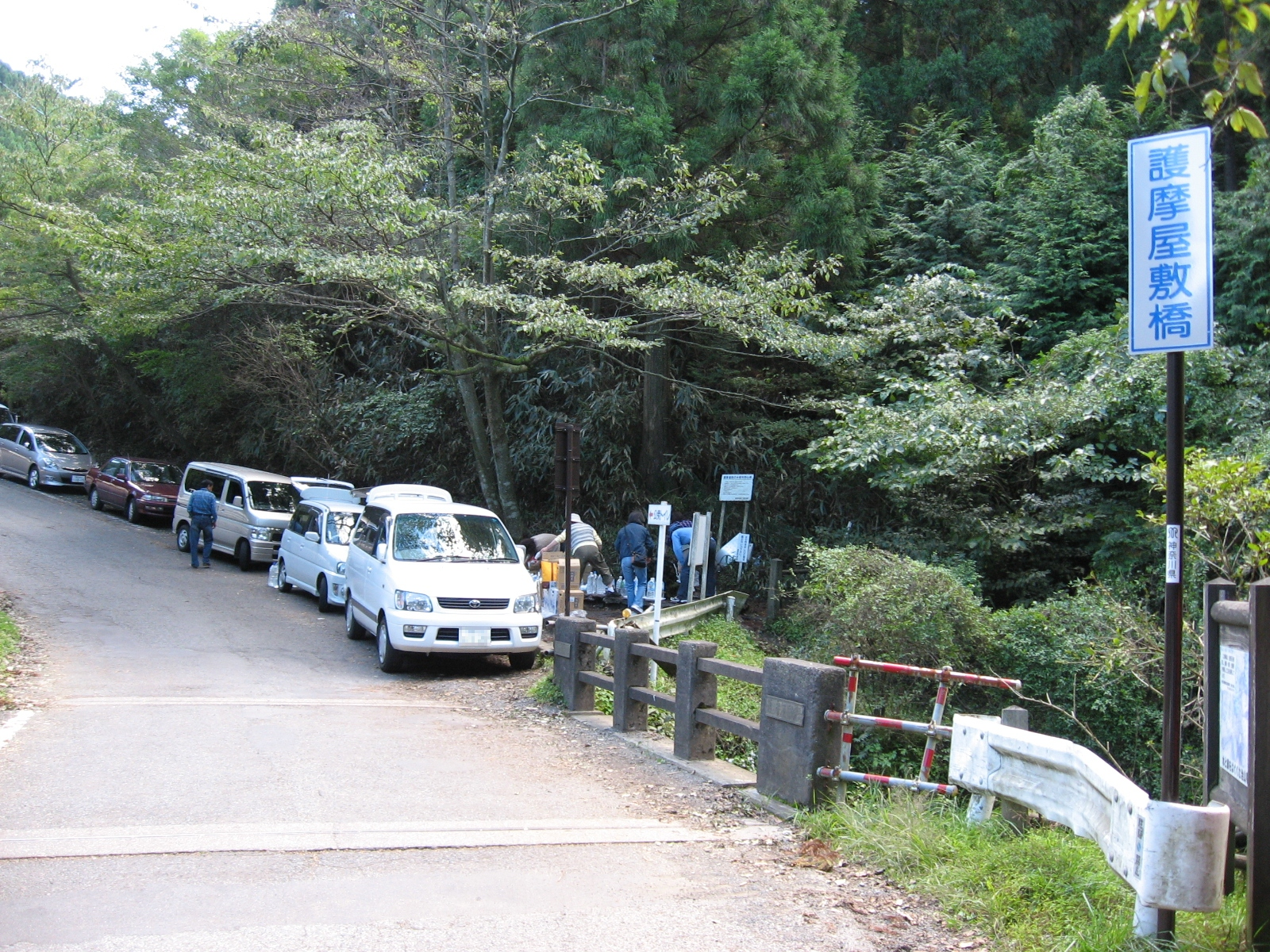
護摩屋敷の水

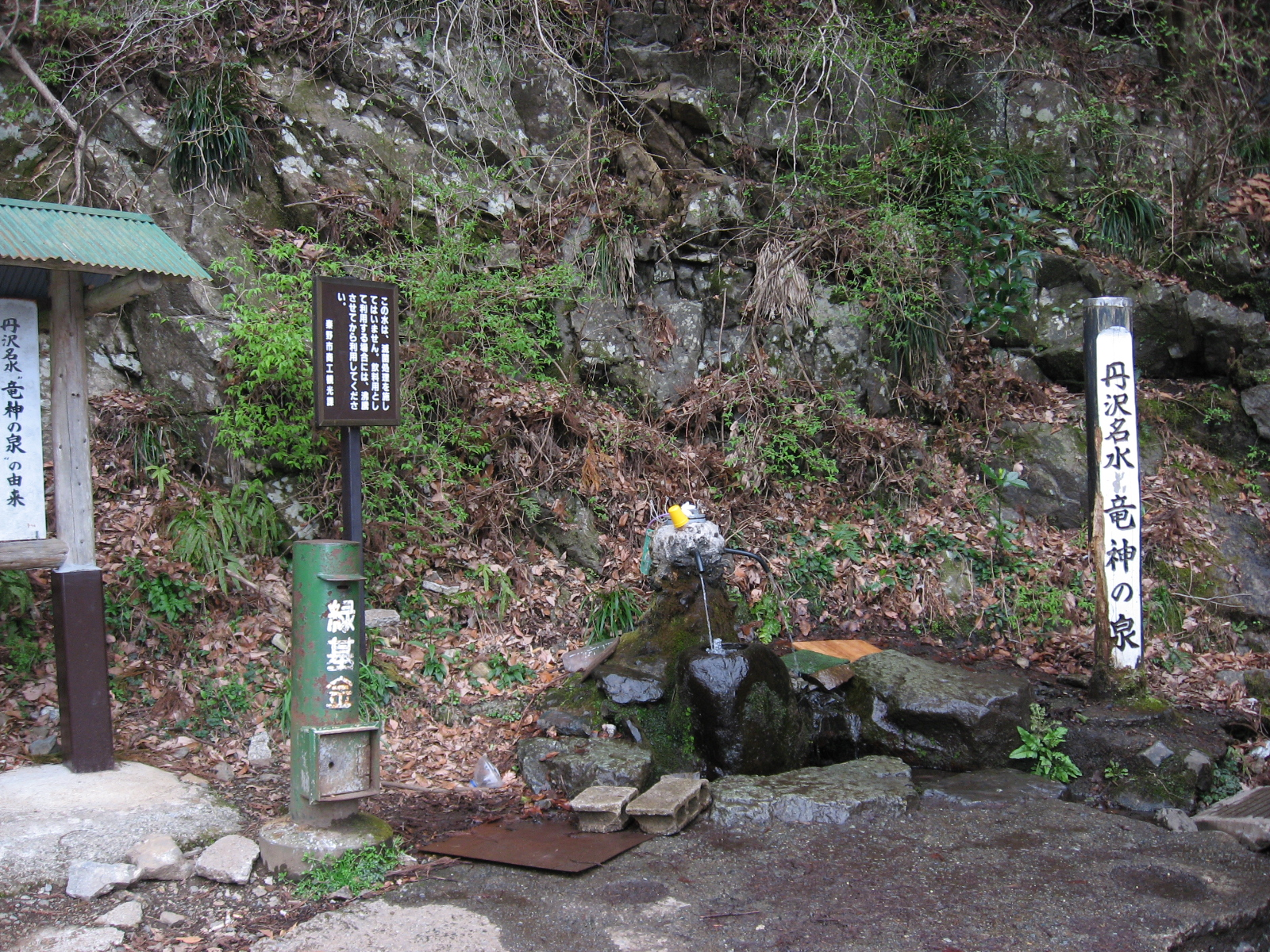
竜神の泉

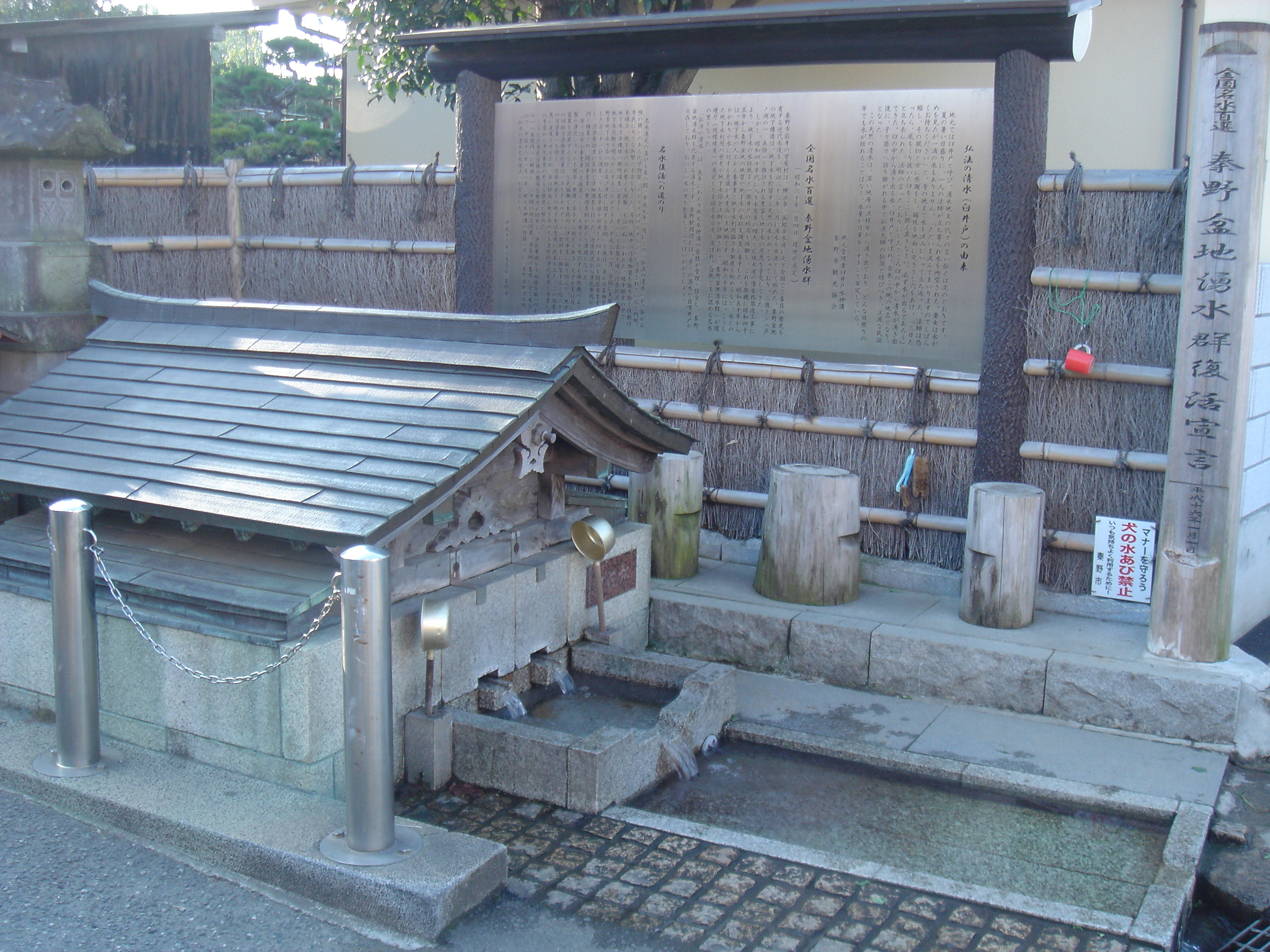
弘法の清水

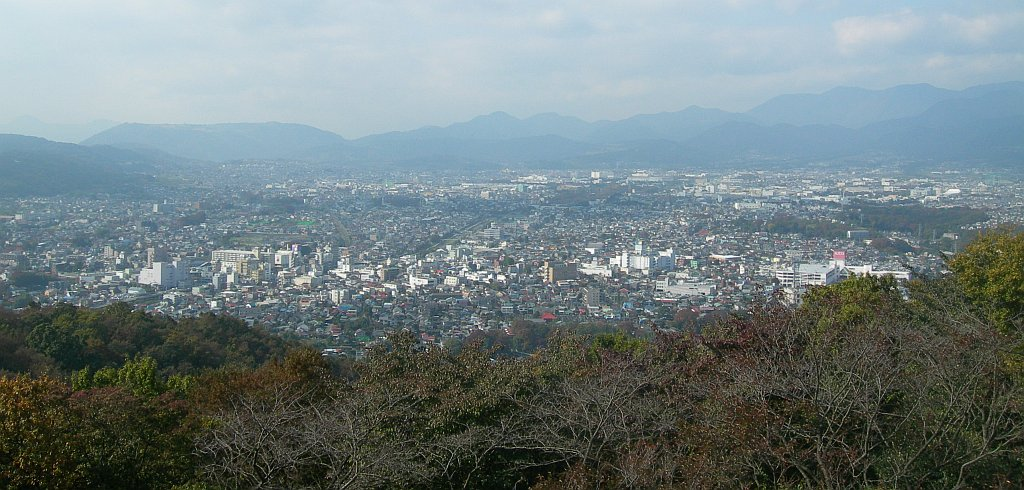
権現山（弘法山）から見た秦野盆地。中央に広がるのが秦野市街。画面奥が渋沢地区

秦野盆地の地下構造は丹沢山地からの雨水や盆地内の雨水をため込む地下水盆となっている。秦野盆地扇端部には地下水が湧出しており、その豊富な地下水を水源として全国で3番目に近代的な上水道が整備された。市内には地下水が自噴する20を超える湧水群があり、総称して秦野盆地湧水群と呼ばれている。

### 名水百選への選定
1985年（昭和60年）、名水百選の一つに選定された。選定根拠は「豊富で良質な湧水が多く、用水、水道が古くから発達し、条例・要綱等で保全につとめている」ため。
2016年（平成28年）、名水百選と平成の名水百選を対象とした「名水百選」選抜総選挙において「おいしさがすばらしい『名水』部門」で2位に大差をつけて1位に選出された。名水百選選抜総選挙の選考対象となった「おいしい秦野の水　丹沢の雫」は秦野市羽根地区の地下水から製造したボトルドウォーターで市内を中心に販売され、2008年（平成20年）の販売開始以降、約100万本を出荷している。ソムリエの田崎真也はその味を「やわらか過ぎない軟水なので、非常に味のバランスがよくとれている。それが最大の魅力で、単体の水として非常においしい水。感じやすい丁度いいミネラル分のバランスだと思います」と評した。

### 主な湧水地
- 護摩屋敷の水（ヤビツ峠より徒歩約30分）
- 竜神の泉（大倉より徒歩約30分）
- 弘法の清水（小田急小田原線秦野駅徒歩5分）
- 今泉名水桜公園（秦野駅徒歩6分）

他にも、秦野駅近辺や丹沢山麓に多くの湧水がある。
詳しくは秦野市が作成した秦野名水まっぷを参照。

### 名水の危機と復活
秦野市では地下水の量と質に関わる二度の危機があった。
まず1965年（昭和40年）から1974年（昭和49年）頃にかけて急激な水需要の増加により、湧水や浅井戸で水枯れが問題となった。そのため1973年（昭和48年）に環境保全条例が施行され、1975年（昭和50年）には日本初の地下水利用による協力金負担協定が結ばれた。
1989年（平成元年）には化学物質による地下水汚染が問題になった。湧水の代表的な地点である「弘法の清水」が、塩素系有機化合物テトラクロロエチレンに汚染されていることが週刊誌の報道で判明した。そこで水質保全のため1994年（平成6年）に日本国内では例のなかった汚染原因者負担を原則とする「地下水汚染防止及び浄化に関する条例」を制定した。さらに2000年（平成12年）に「地下水保全条例」を施行し、2003年（平成15年）には「地下水総合保全管理計画」を策定した。そして2004年（平成16年）に「秦野盆地湧水群」の名水復活宣言をおこなった。